# Síðu-Hallur
Hallur T(h)orsteinsson (Þorsteinsson), kallad Siðu-Hallur, född 950, död 1040, var en isländsk storman. Han var mormors farfar till Ari Þorgilsson.
Hallur bodde först på Á, i östra delen av Island, där han mottog Thangbrand, då denne missionär först kom till ön, och lät döpa sig och sitt hus i den förbiflytande ån, som därefter kallades þváttá ("Tvätt-ån"). Sedermera flyttade han till Siða, i öns södra del – därav hans tillnamn – och spelade en framstående roll i flera släktfejder, bland annat i den stora strid, som uppstod, sedan Njál blivit innebränd.